# C2C: Country to Country 2014
Il secondo C2C: Country to Country Music Festival si è svolto alla The O2 Arena di Londra dal 15 marzo al 16 marzo 2014 e alla The O2 Point di Dublino dal 14 marzo al 15 marzo 2014.

## Struttura
Come l'anno precedente gli otto artisti presenti all'evento sono suddivisi nelle due giornate, quattro nella prima e quattro nella seconda. Ogni concerto ha una durata diversa, dal più breve al più lungo, 45 minuti per il primo, 1 ora per il secondo, 1 ora e 15 minuti per il terzo e 1 ora e 30 minuti per il quarto (l'headliner). Tra un concerto e l'altro è presente una pausa di 30 minuti.
Per facilitare gli artisti, l'evento a Dublino è stato spostato al 14 e 15 marzo, venerdì e sabato, anziché sabato e domenica.

### Cronologia
Di seguito è riportata la cronologia delle due giornate, con gli orari dell'inizio dei concerti. Per i concerti di Dublino segue la stessa cronologia ma spostata a venerdì 14 e sabato 15 marzo.
Prima giornata (15 Marzo)
- 15.30 - Apertura porte
- 16.45 - Primo concerto
- 18.00 - Secondo concerto
- 19.30 - Terzo concerto
- 21.25 - Quarto concerto (Headliner)
- 22.45 - Conclusione

Seconda giornata (16 Marzo)
- 15.30 - Apertura porte
- 16.15 - Primo concerto
- 17.30 - Secondo concerto
- 19.00 - Terzo concerto
- 20.45 - Quarto concerto (Headliner)
- 22.15 - Conclusione

## Esibizioni
Durante entrambe le giornate del festival si sono tenuti quattro concerti. In grassetto sono indicati gli headliner delle due giornate.
| 15 Marzo                                                   | 16 Marzo                                              |
| ---------------------------------------------------------- | ----------------------------------------------------- |
| Zac Brown Band Dixie Chicks Dierks Bentley Martina McBride | Brad Paisley Rascal Flatts The Band Perry Chris Young |

### Scalette
Di seguito la scaletta dell'ordine in cui hanno eseguito le canzoni.

#### Prima giornata
Zac Brown Band
1. Whiskey's Gone
2. Keep Me In Mind
3. The Wind
4. As She's Walking Away
5. Island Song
6. Free
7. Goodbye In Her Eyes
8. Never Never Land (Metallica cover)
9. Enter Sandman (Metallica cover)
10. All Alright
11. Knee Deep
12. Colder Weather
13. Day For The Dead
14. Jump Right In
15. Who Knows (+ intro)
16. Let It Rain (da The Grohl Session)
17. Natural Disaster
18. Toes
19. Chicken Fried
20. Uncaged
21. Devil Went Down To Georgia (Charlie Daniels cover)

Dixie Chicks
1. Taking The Long Way
2. Goodbye Earl
3. Mississippi (Bob Dylan cover)
4. Not Ready to Make Nice
5. Wide Open Spaces
6. Ready To Run
7. Lubbock Or Leave It
8. Happy Birthday Slade
9. Cowboy Take Me Away
10. Sin Wagon
11. Landslide (Fleetwood Mac cover)
12. Truth No 2
13. Wrecking Ball (Miley Cyrus cover)

Dierks Bentley
1. Am I The Only One
2. Free and Easy (Down the Road I Go)
3. 5150
4. Every Mile A Memory
5. Lot Of Leavin' Left To Do
6. Home
7. Tip It On Back
8. Up On The Ridge
9. I Hold On
10. Hey Brother (Avicii cover)
11. Wish You Were Here (Pink Floyd cover)
12. What Was I Thinkin'
13. Sideways (da Feel That Fire)
14. Settle For A Slowdown

Martina McBride
1. Wild Angels
2. Anyway
3. Concrete Angel
4. Suspicious Minds (da Everlasting)
5. Little Bit Of Rain (da Everlasting)
6. This Ones For The Girls
7. My Baby Loves Me
8. A Broken Wing
9. Whatever You Say
10. Love's The Only House
11. Independence Day

#### Seconda giornata
Brad Paisley
1. My Tennessee Home
2. Outstanding in our Field (duetto con Chris Young)
3. Whiskey Lullaby (duetto con Kimberly Perry)
4. This Is Country Music
5. She's Everything
6. Nervous Breakdown
7. Mud On The Tyres
8. Water
9. American Saturday Night
10. Then
11. Old Alabama
12. I'm Gonna Miss Her
13. The Mona Lisa
14. Hot for Teacher (Van Halen cover)
15. Southern Comfort Zone
16. Ticks
17. I'm Still A Guy (da 5th Gear)
18. Online
19. I'm Still A Guy
20. Alcohol

Rascal Flatts
1. Why Wait
2. Summer Nights
3. Here's To You
4. Fast Cars And Freedom
5. God Bless The Broken Road
6. Stand
7. What Hurts the Most
8. These Days
9. Life is a Highway
10. Come Wake Me Up
11. Rewind

The Band Perry
1. Night Gone Wasted
2. DONE
3. I'm A Keeper
4. Better Dig Two
5. Fat Bottomed Girls (Queen cover)
6. Chainsaw
7. If I Die Young
8. You Lie
9. All Your Life
10. God Save The Queen
11. Pioneer

Chris Young
1. Voices
2. Lonely Eyes
3. Who I Am With You
4. “Sharp Dressed Man (ZZ Top cover)
5. I Can Take It From There
6. Tomorrow
7. You
8. AW NAW